# Lambersart
Lambersart est une commune française limitrophe de Lille, située sur la Deûle, au nord-ouest de Lille, dans le département du Nord en région Hauts-de-France. Elle fait partie de la Métropole européenne de Lille (MEL).

## Géographie

### Localisation
Dans l'ancien pays de Weppes, bordée par la Deûle et le bois de Boulogne, Lambersart a pour communes limitrophes : Lille (quartiers Bois Blancs et Vauban Esquermes), Lomme, Lompret, Verlinghem et Saint-André-lez-Lille. La Commune a probablement perdu une partie de son territoire, affecté à la Citadelle de Lille construite par Vauban, mais les archives relatives aux ventes de terrain semblent avoir été perdues.

### Communes limitrophes
Les communes limitrophes sont Verlinghem, Lille, Lompret et Saint-André-lez-Lille.
| Lompret | Verlinghem |                       |
| Lomme   | Lambersart | Saint-André-lez-Lille |
|         | Lille      |                       |

### Géologie
En 1993, les géologues (et l’archéologie préventive) ont pu profiter de levées de coupes géologiques faites in situ à l'occasion du creusement d’une tranchée routière sous une ligne ferroviaire (quartier des Conquérants, tout à fait au nord du Pays de Weppes) ; ce profil concerne une zone basse (environ 22,5 m IGN 69) d’un vaste versant en pente douce exposé vers le nord-est. Il a été fait à quelques centaines de mètres, un peu en contrebas d’une coupe stratigraphique de référence existante (faite par le géologue jean Sommé en 1968 et mise à jour en 1975) passant insensiblement, dans la première partie du Weichselien, d'un relief modéré développé dans les sables et argiles tertiaires, au fond de l'ancienne vallée de la Deûle (vers 18 m IGN 69). Une étude palynologique avait été faite à cette occasion par le professeur A.V Munaut. Une partie de ces données a été réinterprétée et discutée plus récemment (biozones...) est rediscutée.

### Hydrographie

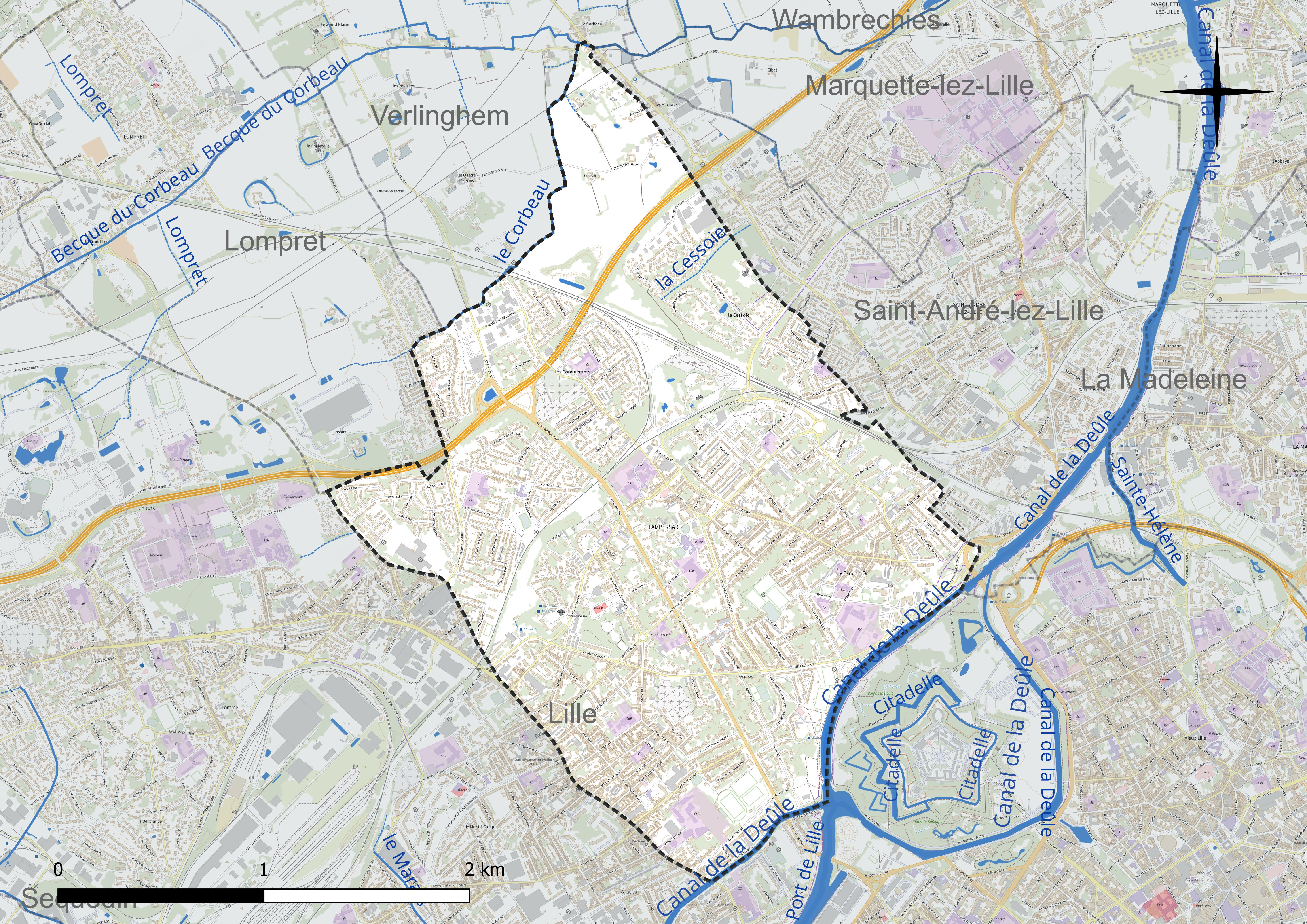
Réseau hydrographique de Lambersart.

Le réseau hydrographique ancien et la nappe phréatique sous-jacente ont été bouleversés en quelques siècles, à la suite du drainage des anciens marais de la Deûle, puis à l'abaissement des nappes par les pompages industriels, puis par le creusement du Canal de la Deûle. La commune abritait autrefois plusieurs cours d'eau, la « Becque du Corbeau » qui séparait Lambersart de Verlinghem, la Tortue, le Bucquet (« Riez Canteleu » en 1608, ou « rivière de Canteleu » ou « Becque de Lambersart »), qui passait sous le « Pont de Canteleu », partait de la Haute-Deûle au Pont-à-Canteleu pour se jeter dans le Bucquet primitif (rivière naturelle prenant sa source dans la citadelle et pourvue d'un lit quaternaire parfaitement connu des géologues selon Giard & Grimonprez). Cette Becque avait fonction de « rigole » de drainage, creusée au XIIIe siècle. Elle était assez vive pour alimenter le « Moulin de Canteleu » et le « Moulin du Bucquet », un moulin à blé qui a aussi servi de « tordoir à huile », déjà mentionné dans le Terrier de 1544, et qui a failli alimenter un autre moulin, selon une requête du Seigneur de Houchin à l'Hôpital Comtesse.
Pour mieux gérer les eaux pluviales et limiter le risque d'inondation de caves, un bassin de rétention d'eau a été creusé sous le stade Guy Lefort (deux ans de chantier pour creuser un puits puits de 40 m de profondeur capable de stocker 28 000 m3 d'eau pour environ 10 millions d'euros payés par la LMCU.

### Climat
Pour des articles plus généraux, voir Climat des Hauts-de-France et Climat du Nord.
En 2010, le climat de la commune est de type climat océanique dégradé des plaines du Centre et du Nord, selon une étude du CNRS s'appuyant sur une série de données couvrant la période 1971-2000. En 2020, Météo-France publie une typologie des climats de la France métropolitaine dans laquelle la commune est exposée à un climat océanique et est dans la région climatique  Nord-est du bassin Parisien, caractérisée par un ensoleillement médiocre, une pluviométrie moyenne régulièrement répartie au cours de l’année et un hiver froid (3 °C).
Pour la période 1971-2000, la température annuelle moyenne est de 10,7 °C, avec une amplitude thermique annuelle de 14,1 °C. Le cumul annuel moyen de précipitations est de 679 mm, avec 12 jours de précipitations en janvier et 8,8 jours en juillet. Pour la période 1991-2020, la température moyenne annuelle observée sur la station météorologique la plus proche, située sur la commune de Lesquin à 9 km à vol d'oiseau, est de 11,3 °C et le cumul annuel moyen de précipitations est de 740,0 mm,. Pour l'avenir, les paramètres climatiques de la commune estimés pour 2050 selon différents scénarios d'émission de gaz à effet de serre sont consultables sur un site dédié publié par Météo-France en novembre 2022.

## Urbanisme

### Typologie
Au 1er janvier 2024, Lambersart est catégorisée grand centre urbain, selon la nouvelle grille communale de densité à sept niveaux définie par l'Insee en 2022.
Elle appartient à l'unité urbaine de Lille (partie française), une agglomération internationale regroupant 60  communes, dont elle est une commune de la banlieue,,. Par ailleurs la commune fait partie de l'aire d'attraction de Lille (partie française), dont elle est une commune du pôle principal,. Cette aire, qui regroupe 201 communes, est catégorisée dans les aires de 700 000 habitants ou plus (hors Paris),.

### Occupation des sols

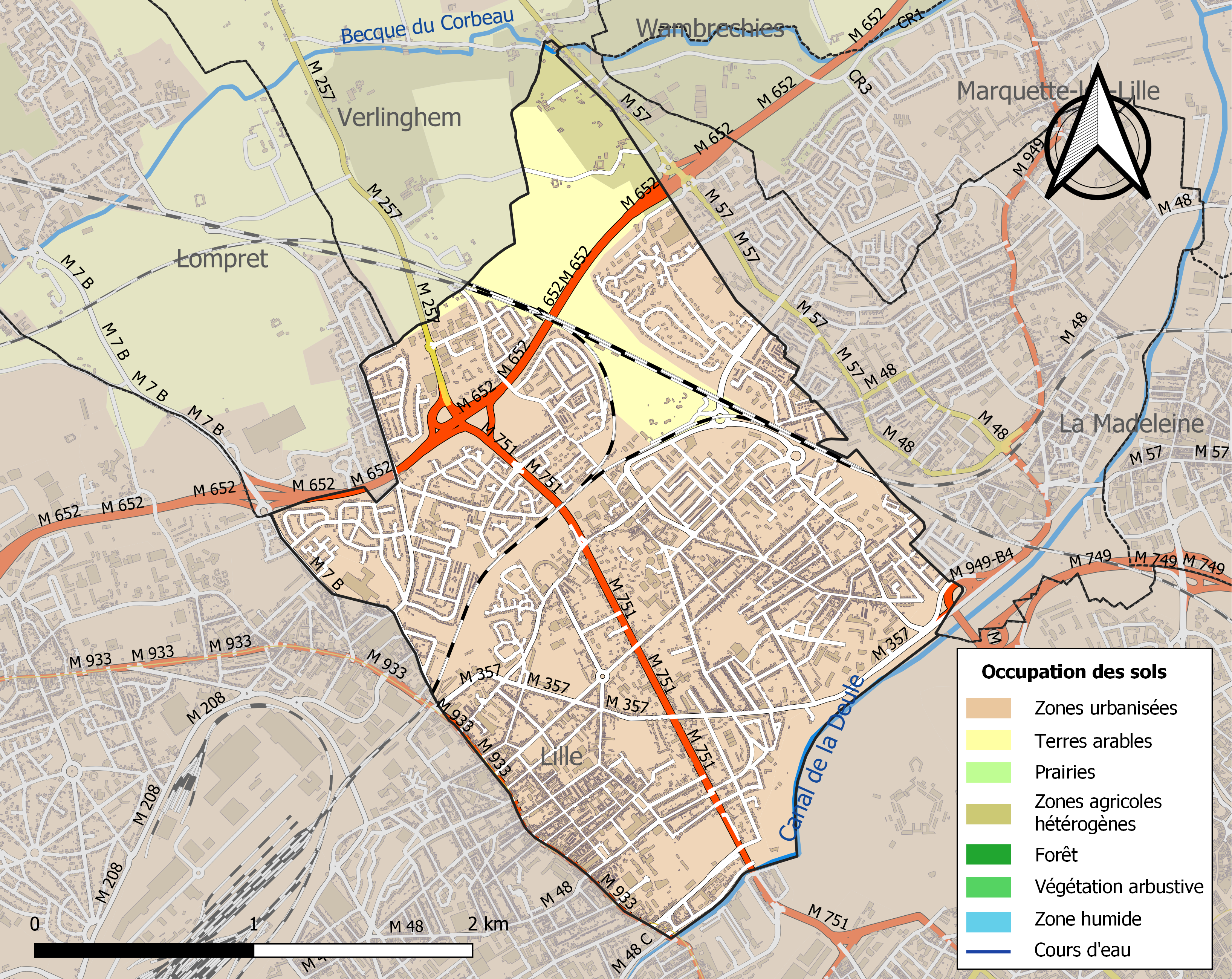
Carte des infrastructures et de l'occupation des sols de la commune en 2018 (CLC).

L'occupation des sols de la commune, telle qu'elle ressort de la base de données européenne d’occupation biophysique des sols Corine Land Cover (CLC), est marquée par l'importance des territoires artificialisés (86,9 % en 2018), en augmentation par rapport à 1990 (85,3 %). La répartition détaillée en 2018 est la suivante : 
zones urbanisées (83 %), terres arables (10,1 %), zones agricoles hétérogènes (3,1 %), espaces verts artificialisés, non agricoles (2,6 %), zones industrielles ou commerciales et réseaux de communication (1,2 %). L'évolution de l’occupation des sols de la commune et de ses infrastructures peut être observée sur les différentes représentations cartographiques du territoire : la carte de Cassini (XVIIIe siècle), la carte d'état-major (1820-1866) et les cartes ou photos aériennes de l'IGN pour la période actuelle (1950 à aujourd'hui).

### Quartiers

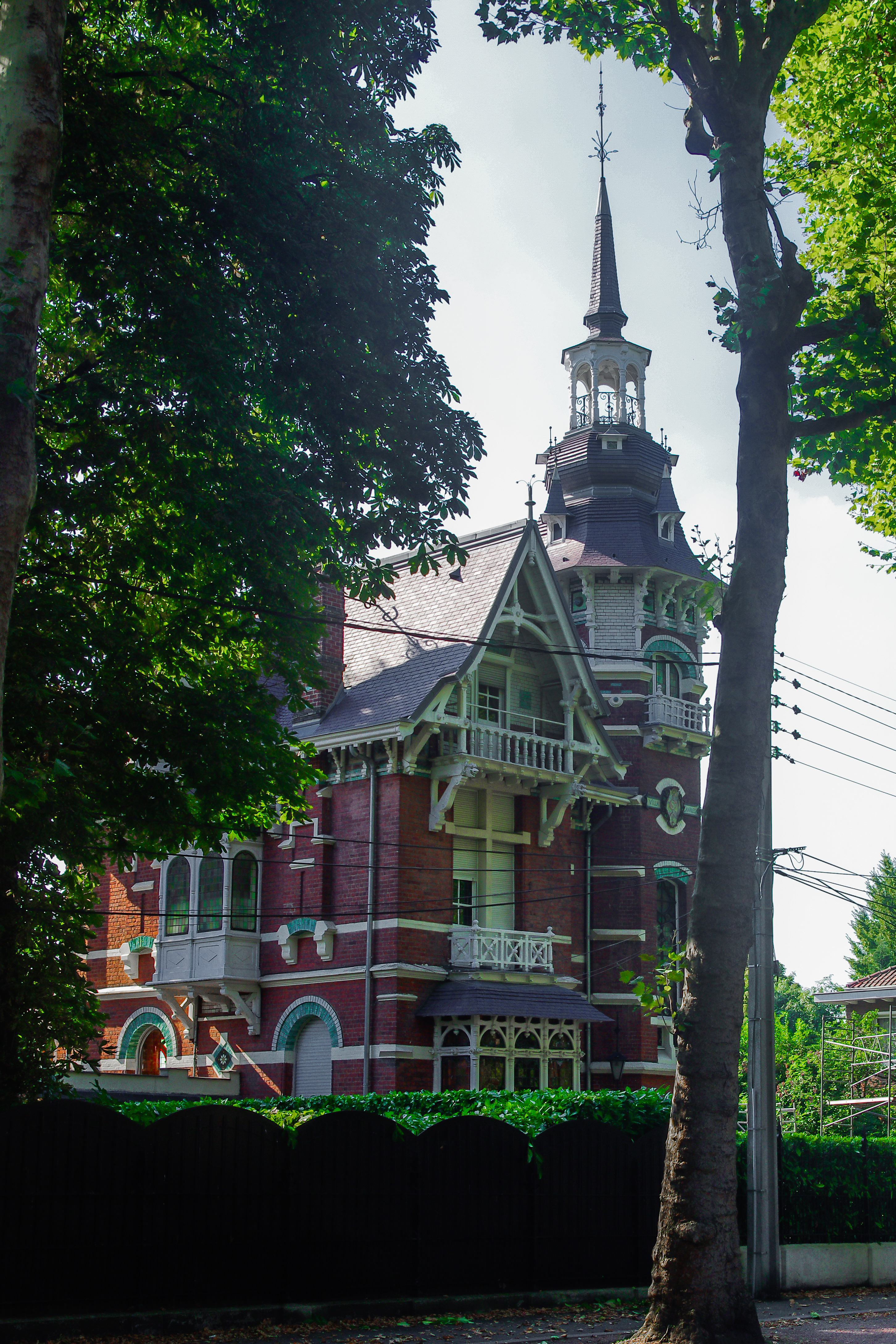
La villa Saint-Charles.

- Le Bourg-Mairie ;
- Le Canon d'Or ;
- Le Champ de courses ;
- Canteleu ;
- La Cessoie ;
- Les Conquérants ;
- Verghelles ;
- La Briqueterie ;
- La Cité familiale ;
- Le Pacot-Vandracq ;
- Les Muchaux.

### Voies de communication et transports
La commune est desservie par la ligne 2 du métro de Lille avec 3 stations : Canteleu - Euratechnologies, Lomme - Lambersart - Arthur-Notebart et Pont Supérieur ainsi que pas les lignes de bus 10, 51, 76 et Corolle 3. La ville compte aussi 10 stations de V'Lille, le service de location de vélo en libre service.
Au 23 août 2024, six stations Citiz (autopartage) sont en place dans la commune, ainsi que 46 stations de trottinettes et vélos électriques en libre service.

## Toponymie
Selon la toponymie Lambersart semble avoir été un bois qui a été "essarté" (exartatus) par "Lambert". Comme l'indique l'origine latine du mot : "Lamberti sartum".
Lambersart s'appelle Landbertsrode en néerlandais et en flamand.

## Histoire

### Création
La première mention de Lambersart date de 1101, on la retrouve dans un texte de donation de l’autel de Lambersart, le bois défriché de Lambert, par l’évêque de Tournai Baudri à la Collégiale Saint-Pierre de Lille au niveau du bourg historique, qui est le premier village agricole sur la commune. C'est la naissance officielle de la paroisse de Lambersart. En 1141, la paroisse prend son indépendance complète vis-à-vis de la paroisse voisine de Lomme.

### Lambersart au Moyen Âge
En 1241 Jeanne du Busquet à l'abbaye de Flines donne le fief du Maugarni autour de l'actuelle « ferme du Mont Garin » à la comtesse Marguerite de Flandre.
Selon René Giard et Léon Grimonprez (1911), c'est au XIIIe siècle qu'un canal est construit pour joindre Lille à La Bassée ; il sépare alors Lambersart de Wazemmes.
En 1328 Jean de Raivenal édifie une chapelle sur son fief "La Motte de Lambersart" et le donne à son tour à la Collégiale Saint-Pierre en échange de la célébration de trois messes par semaine. C'est la fondation de la chapellenie de La Motte. Le fief resta encore un temps en possession des Raivenal ce qui entraîna quelques conflits avec la Collégiale Saint-Pierre.
En 1449 le premier dénombrement de Lambersart a lieu par les ducs de Bourgogne. Le village possède donc un curé : Baude Parent mais aussi un maïeur Pierre de la Forterie. Le fief fusionne avec celui de Mouveaux pour devenir la Seigneurie de Lambersart et de Mouveaux. En 1483 l'organisation de la fabrique paroissiale se confirme avec la création d'une comptabilité.

### L'époquemoderne
En 1505, le village de Lambersart possède 70 feux, ce qui indique déjà plus d'une centaine d'habitants. Le fief de Lambersart et de Mouveaux est vendu à Jean Ruffaut en 1528. Ce dernier à cause de pratiques ruineuses, obligea le duc d'Albe à démembrer le fief de Lambersart et de Mouvaux en trois parties. Lambersart fut vendu à la famille des Laurin puis en 1586 à la famille des Sarrazin. Chrétien de Sarrazin Ier, acheteur de Lambersart, seigneur du bourg et de Villers, est fait chevalier par le roi Philippe II en 1582. En 1578 Lambersart est témoin de l'entrevue entre le sire de Willerval, gouverneur de Lille et le baron de Montigny, chef des malcontents dans le château d'Houchin au Canon d'or pour écraser la révolte protestante des hurlus. Jean de Sarrazin, fils de Chrétien de Sarrazin Ier, mort en 1619, est sans doute le Jean qui contribue à la restauration de l'Église paroissiale. Ce Jean fait d'ailleurs le don d'une grosse cloche de 1060, surnommé "Jésus" à la paroisse. Jean Sarrazin est fait chevalier par l'archiduc Albert d'Autriche en 1615. Son tombeau situé dans l'église Saint-Calixte de Lambersart est classé monument historique. Chrétien Sarrazin II, écuyer, fils de Jean, seigneur de Lambersart et Villers bénéficie de lettres de chevalerie données à Madrid le 22 septembre 1628. Il a participé au siège de Bréda avec 4 chevaux à ses frais , sous la charge du comte d'Isenghien. En 1673 la seigneurie de Lambersart est à son tour vendue par les Sarrazin pour 9040 florins à François de Semitre puis passe par sa fille Marie-Claire à Charles-François Verghelles (1666-1755), bourgeois de Lille, conseiller-secrétaire du roi en la chancellerie près le Parlement de Flandres, trésorier de France au bureau des finances de la généralité de Lille pendant plus de vingt ans ce qui lui vaut d'être anobli. Cette famille garde le fief une bonne partie du XVIIIe avant qu'il passe à la famille Limbert jusqu'à la Révolution Française. Il est à noter que les seigneurs de Lambersart n'ont pratiquement jamais habité le village. Il existe cependant une maison seigneuriale dans le village. Le village possède aussi un échevin qui est chargé de l'administration du village.
Lambersart a longtemps été propriété des seigneurs de Cysoing puis religieusement ou politiquement lié à Cysoing, cité dont la basilique a reçu une partie des reliques du pape Saint Calixte. L'église de Lambersart, à son tour a reçu une relique (fémur) provenant des religieux de Cysoing, posée sur son autel. Le petit village devient alors un lieu de culte du Saint, avec un pèlerinage qui fut quotidien avant la révolution française. Dans les années 1500, les pèlerins et dévots pouvaient venir baiser le reliquaire d’or et d’argent contenant la relique, et acheter aux « gliseurs » et un texte de 1674 évoque des souvenirs religieux (mentionnant l’achat à Guillaume Morel, pour 4 livres, de 200 banderolles de Saint Calixte (fanions de pèlerins portant l'effigie du Saint et quelques invocations religieuses) « pour débiter aux pèlerins », lesquels pouvaient aussi acheter des médailles d’argent, de cuivre ou d’étain ou « ensengnes » à l’effigie du saint) et déposer une obole dans le tronc de l’église. 
Chaque année, le saint était fêté, après une neuvaine (qui en 1665 a rempli le buffet (le tronc de l’église) de 219 livres.
Le culte de ce saint était presque tombé dans l'oubli un siècle plus tard (il restait encore une confrérie de Saint Calixte en 1911, mais plus de pèlerinages). La relique est supposée avoir protégé Lambersart de la première épidémie de Choléra qui a touché Lille. Elle fut perdue lors de la Terreur. L'épidémie de choléra réapparait en 1849 a fait de nombreux morts à Lambersart (jusqu'à 4 dans une même maison).

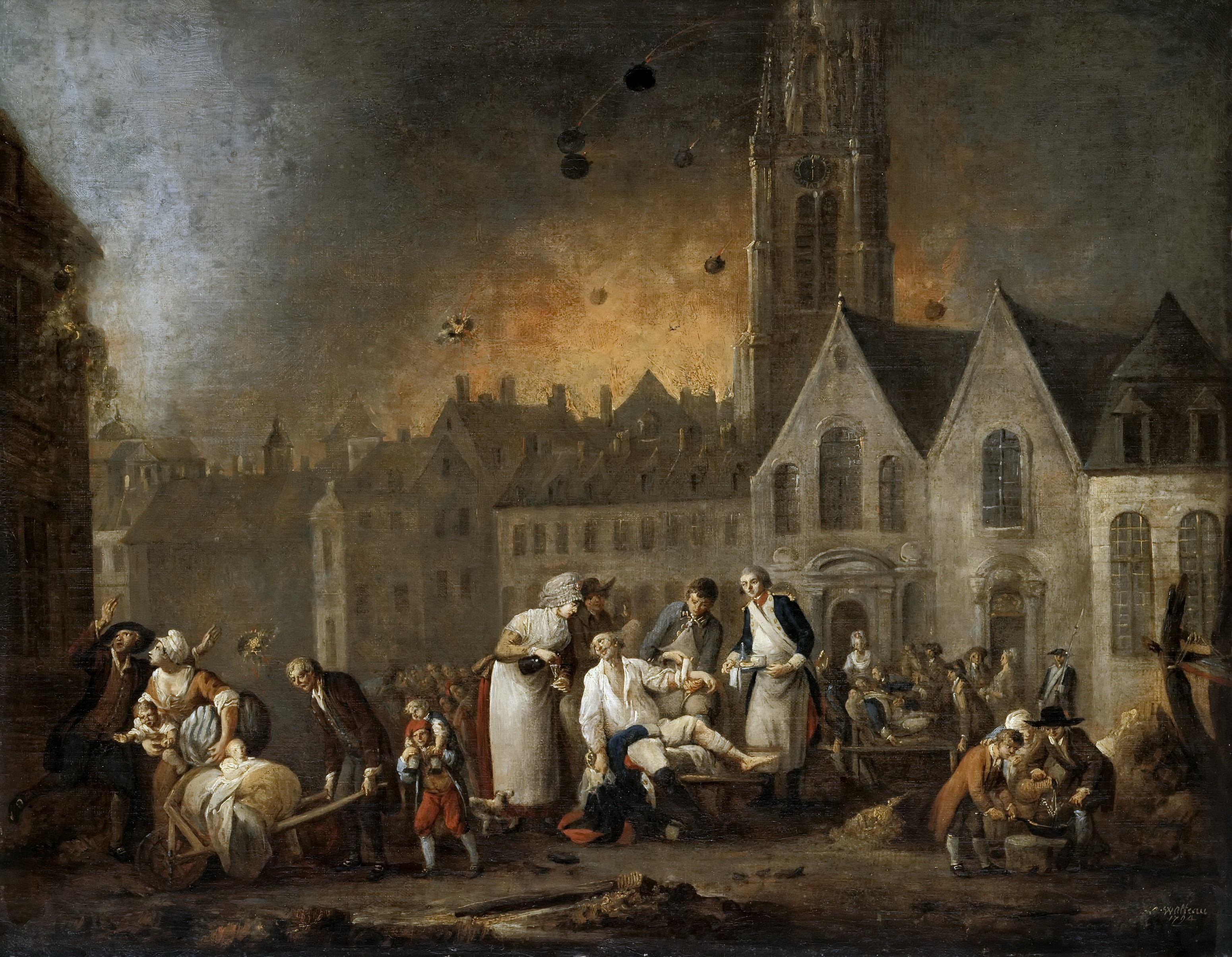
Après la construction de la citadelle, Lambersart a été plusieurs fois victime collatérale des sièges de Lille. Ici : Un épisode du siège de Lille (de 1792), peint par Watteau de Lille.

La construction de la citadelle a fait perdre un peu de terrain, en a inondé d'autres et a transformé de nombreuses terres (l'ensemble du parcellaire situé au sud de la Rue du Bois de l'époque) en briqueterie ; c'est à Lambersart qu'ont été faites les briques qui ont servi à construire la citadelle de Lille).
En 1706, alors que les armées ennemies menacent Lille, Louis XIV concentre des troupes autour de la ville, dont, rapporte René Giard et Léon Grimonprez (1911), à Lambersart où l’armée du Duc de Vendosme campe le long de la Basse-Deûle et de la Lys du 19 aout au 16 septembre, avec 3058 florins de dégât commis à Lambersart, malgré la surveillance du bailli cries, du Lieutenant Louis Boutillier, des échevins et de deux archets, « sous l’appui du baron de Woorden » ; « Les 30, 31 octobre, 1er et 2 novembre 1706, des soldats campèrent aux environs de la Citadelle ‘ sans que , pour leur subsistance, il ne leur ait été furnies bois ny fourages, cause pourquoy les habitans furent lors, fourragez et maraudez par les soldats de ce camp, on sait que Louis XIV sacrifia Lille pour ménager son armée ».
Lambersart a été touché par le siège de Lille de 1708, mais cet évènement ne semble pas avoir été très documenté. Selon les archives, des terrassements défensifs importants ont eu lieu (dont il ne semble plus rester de traces) ; entre la rive gauche de la Deûle, depuis l’abbaye de Marquette au village de Loos, passaient entre les villages de Lompret et de Lambersart un parapet de 4m70 d’épaisseur longue d’un fossé de même largeur et d’une profondeur de près de 2 mètres. On sait qu'alors que le Prince Eugène avait établi son quartier général à l’Abbaye de Loos et le prince héréditaire de Hesse avait fait de même au château de Hem, le Prince d’Orange s’était, lui, installé chez le curé de Lambersart. Sautal, p 74 dans sa description du Siège de Lille, rapporte que « selon la légende, le feu de l’artillerie de la Citadelle failli coûter la vie au Prince d’orange. Le valet de chambre qui se tenait à ses côtés, le matin du 18 aout, eut la tête emportée par un boulet tiré de la citadelle. À la suite de cet accident, le prince abandonna la maison du curé de Lambersart pour transporter son quartier aux abords de Pont-à-Marcq ». La commune est pillée, de nombreuses maisons sont détruites de même que des haies et des vergers (rien que pour la ferme du Croquet, en 1709, Olivier Six (expert juré de Lille) fait état des pertes suivantes : « les bâtiments de la censé furent complètement dégttuëts, les soldats coupèrent et emportèrent 150 arbres fruitiers, 249 piquets de bois, les haies, clôtures, etc. Les dégâts s’élevèrent à 13953 livres ». Il faut attendre le 2 juillet 1713 pour que les habitants puisent fêter le retour de la paix.
Mais, il seront à nouveau affectés par le siège de Lille de 1792, cette fois.

### La première élection pour une municipalité
Elle a lieu le 1er février 1790 « en la chambre échevinale tenant lieu de d’hôtel de ville » (en réalité au Cabaret Saint-Calixte), lors d’une cérémonie présidée par Jacques Gabriel Duhaut (curé du village depuis le 6 janvier 1764, qui a prêté serment à la constitution civile du clergé le 24 fructidor an VI) ; selon les archives, seuls 32 électeurs sont venus voter, sur 60 inscrits (le village abritait alors 764 personnes). Ils ont élu à la tête de la commune Paul-Joseph Duribeux, rentier, avec 24 voix sur 32.
Le 1er conseil municipal est composé de 6 élus (maire inclus) qui font serment de « maintenir de tout leur pouvoir la constitution du royaume, d’être fidèle à la nation, à la loi et au Roy et de bien remplir leurs fonctions ».[réf. souhaitée]

### Le Colysée

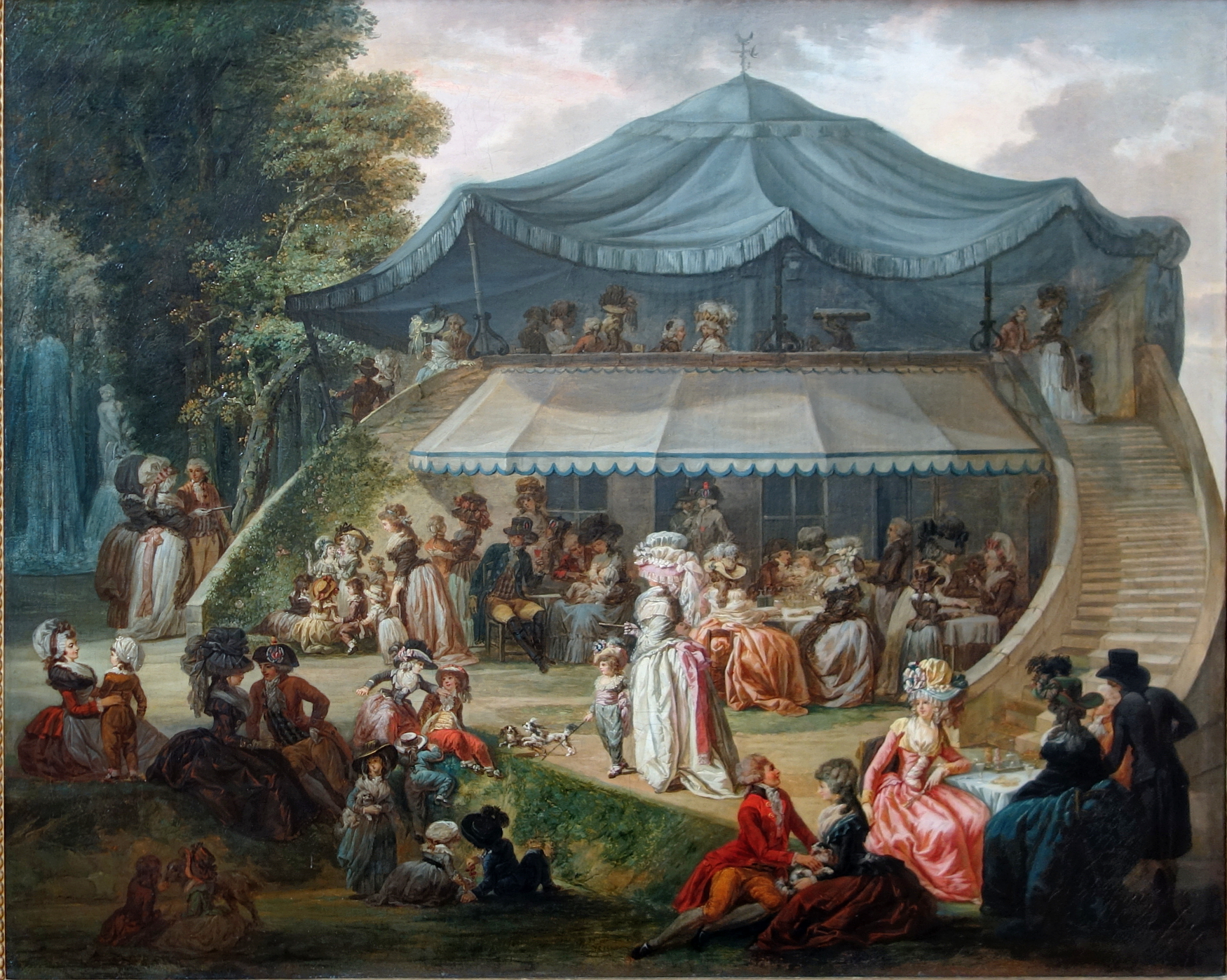
Fête au Colysée en 1789, tableau de François Watteau.

Un parc de loisirs, le Colysée Royal, comprenant des guinguettes, un théâtre de verdure, une salle de bal, fut créé en 1787 sur les rives du Bucquet, par le prince de Soubise gouverneur de Flandre. Ce parc ferma en 1793.
Le lycée et collège Sainte-Odile sont situés sur une partie de l’ancien Colysée Royal.
L’avenue du Colysée et la Maison Folie ouverte en 2004 conservent le souvenir de cet établissement éphémère.

## Héraldique
|  | Les armes de Lambersart se blasonnent ainsi : « D'hermines à trois bandes de gueules, chargée de douze coquilles d'or, 3, 6 et 3 dans le sens des bandes. » |

Il est notable que le blason de Lambersart est en fait celui de La Madeleine (armoiries de La Magdeleine-Ragny, seigneur de Bourgogne), ce qui était dû une erreur de transcription dans un registre datant de 1867. En 1909, le chanoine Leuridan propose afin d'éviter les confusions de conserver pour Lambersart le blason « bourguignon » et attribue à La Madeleine le blason de la famille Crapet d'Hangouart (« De sable à l'aigle d'argent, becquée et membrée d'or. ») en référence au seigneur de son village à l'époque bourguignonne, Hangouart. En 1927, Lambersart acte dans son plan d'urbanisme le blason du seigneur de Ragny, tandis que La Madeleine acte en 1926 le blason des Hangouart.

## Politique et administration
De 2009 à 2011, la commune de Lambersart a été l'une des villes distinguées par le « Prix National de la Ville Associative ».
En 2011 elle a été récompensée par le label « Ville Internet @@@@ ».
Renouvelé en 2019, la commune de Lambersart bénéficie également du label Ville Active et Sportive.
En 2024, la commune de Lambersart est lauréate des trophées AFNOR Expérience citoyen 2023 pour son exemplarité dans les relations à l'usager tout au long de son parcours.

### Rattachements administratifs et électoraux

#### Circonscriptions de rattachement
Lambersart appartient à l'arrondissement de Lille et au canton de Lambersart, dont elle est le bureau centralisateur, depuis le redécoupage cantonal de 2014. Avant cette date, la commune était rattachée au canton de Lille-Ouest.
Pour l'élection des députés, la commune fait partie de la quatrième circonscription du Nord, représentée depuis juin 2017 par Brigitte Liso (RE). Auparavant, elle a successivement appartenu à la troisième circonscription du Nord (1863-1870), la première circonscription de Lille (1893-1919 et 1928-1940), la 2e circonscription du Nord (1945-1958) et la 1re circonscription (1958-1986).

#### Intercommunalité
Depuis le 1er janvier 2015, date de sa création, Lambersart appartient à la Métropole européenne de Lille et en est la septième commune la plus peuplée. Cette intercommunalité a succédé à la communauté urbaine de Lille (CUDL), fondée fin 1967, qui devient Lille Métropole Communauté urbaine (LMCU) en 1996.

#### Institutions judiciaires
Sur le plan des institutions judiciaires, la commune relève du tribunal d'instance de Lille, du tribunal de grande instance de Lille, de la cour d'appel de Douai, du tribunal pour enfants de Lille, du tribunal de commerce de Tourcoing, du tribunal administratif de Lille et de la cour administrative d'appel de Douai.

### Administration municipale
Le nombre d'habitants au dernier recensement étant compris entre 20 000 et 29 999, le nombre de membres du conseil municipal est de 35.

### Tendances politiques et résultats
Le premier tour des élections municipales de 2020 se déroule le 15 mars. Le confinement lié à la pandémie de Covid-19 retarde de trois mois la tenue du second tour, qui a lieu le 28 juin. La candidate que Marc-Philippe Daubresse, candidat malheureux à Lille et ancien maire de la commune, soutenait se retire pour le second tour.
La liste sans étiquette de Nicolas Bouche l'emporte avec 55,8 % des suffrages exprimés devant les listes de l'ancien premier adjoint Christophe Caudron (28,38%) et de Pierre-Yves Pira (15,78%).

### Liste des maires

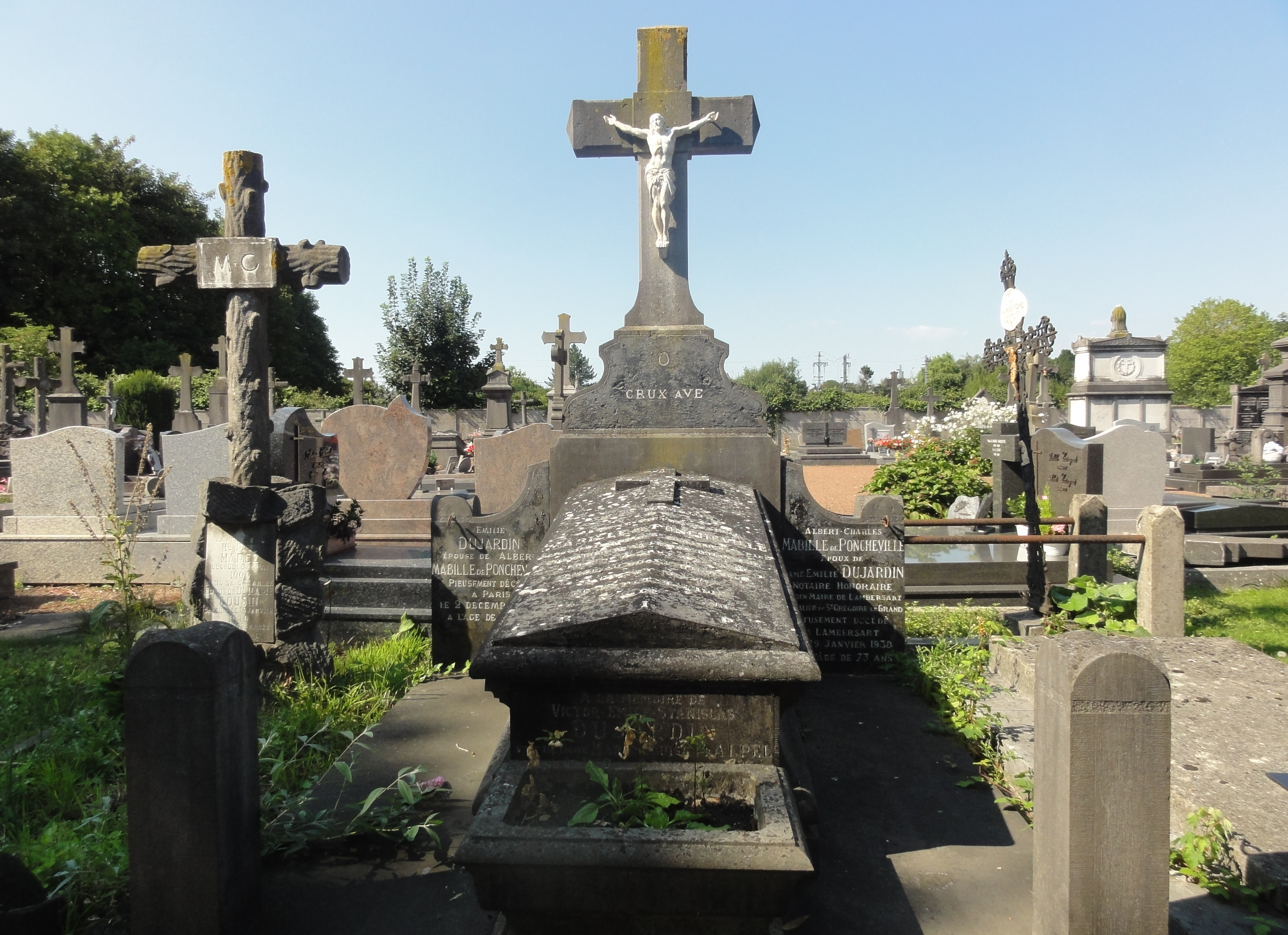
Tombe d'Albert Mabille de Poncheville au cimetière du Bourg.

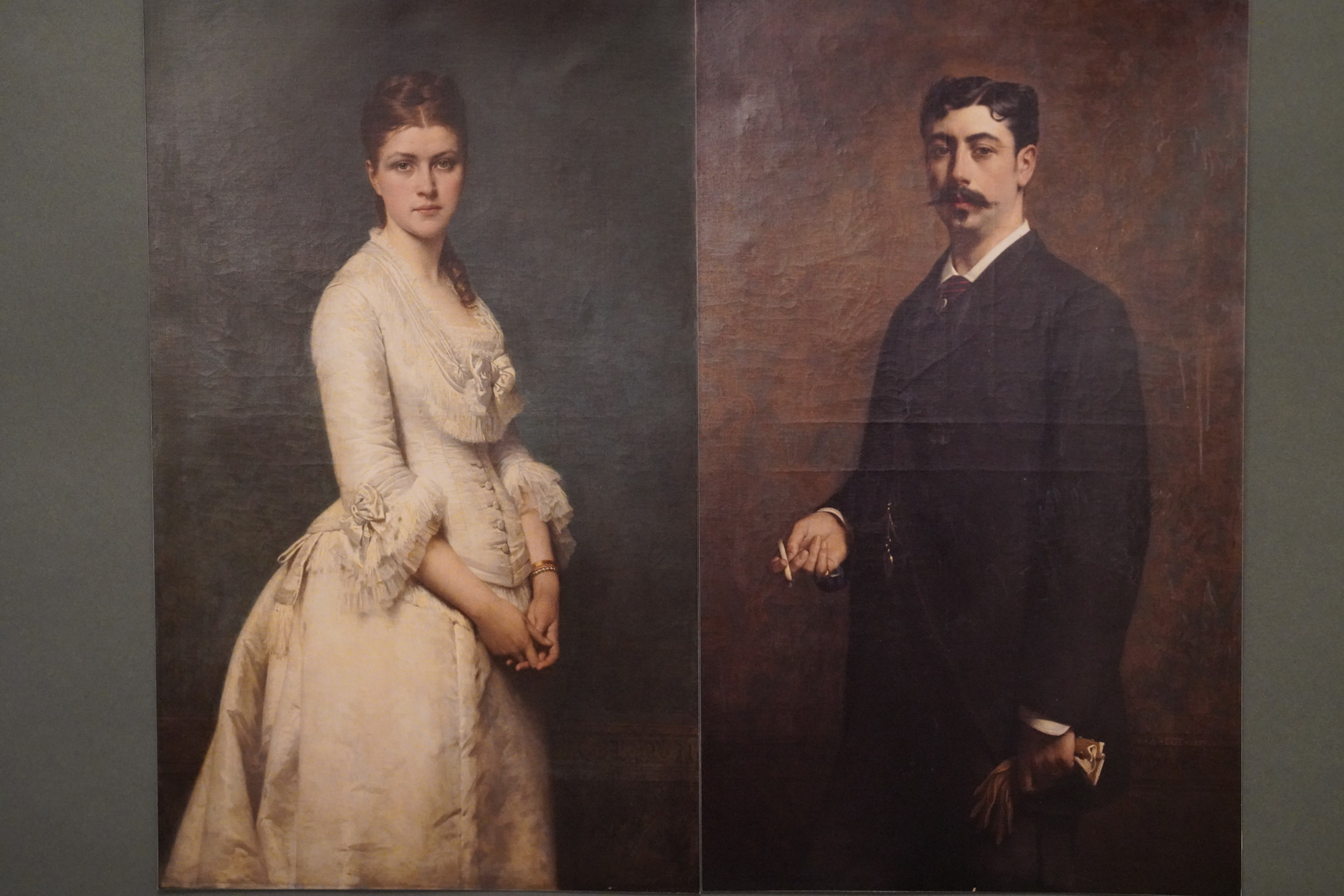
Tableaux représentants Auguste Bonte ainsi que sa femme.

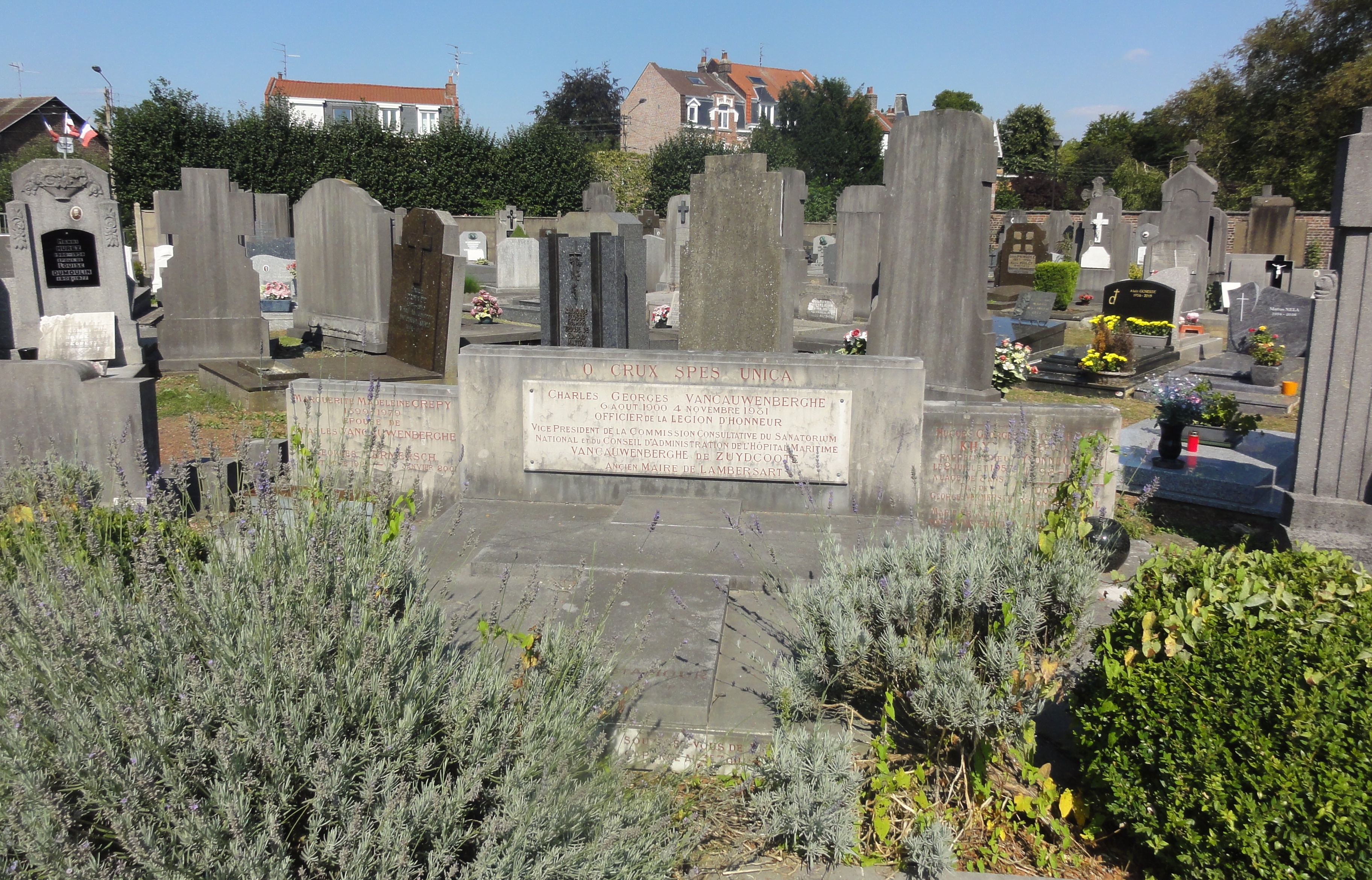
Tombe de Charles Vancauwenberghe au cimetière de Canteleu.

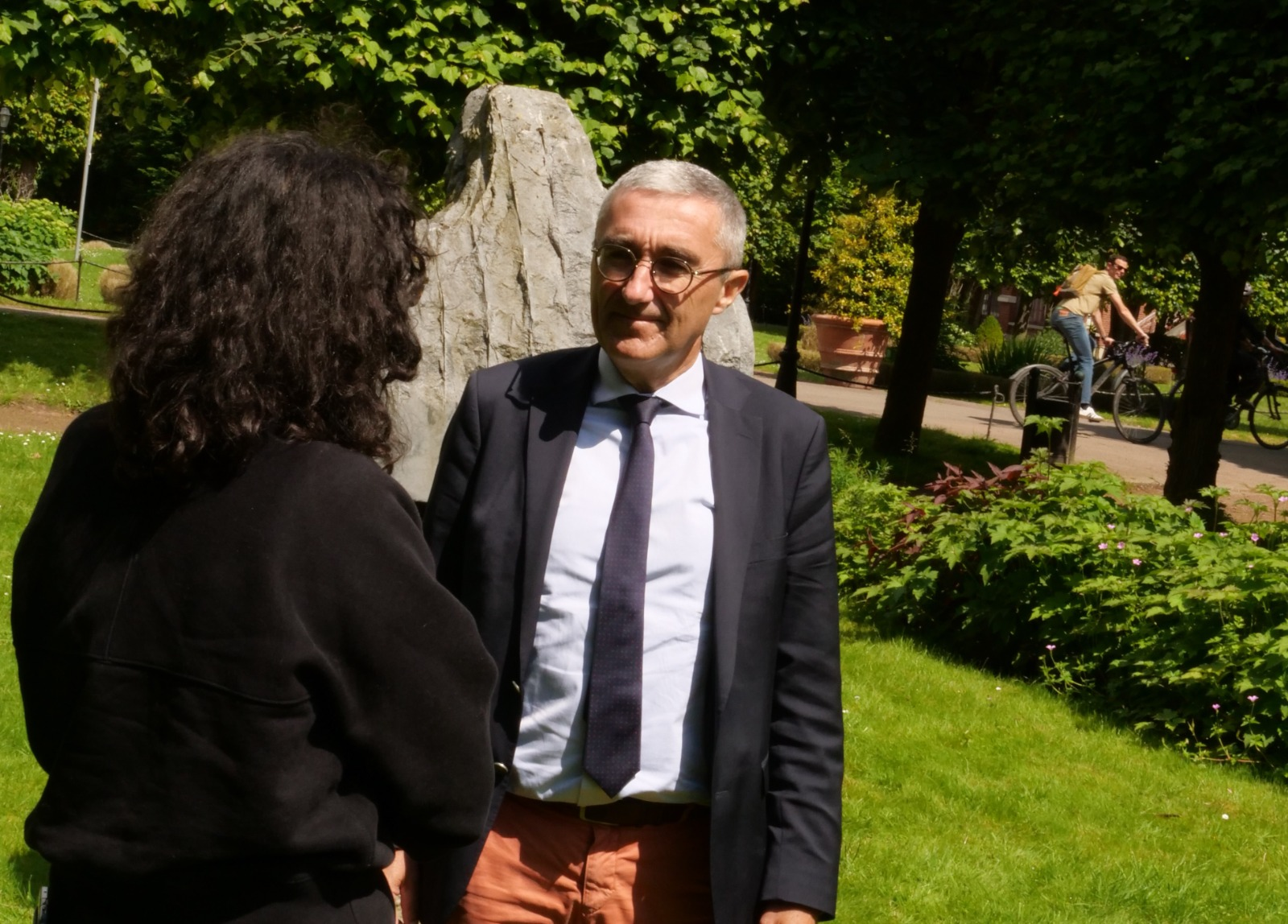
Nicolas Bouche, maire de Lambersart

Depuis la Libération, neuf maires se sont succédé à la tête de la commune.
| Période       | Période       | Identité                | Étiquette        | Qualité |
| ------------- | ------------- | ----------------------- | ---------------- | --- |
| octobre 1944  | octobre 1947  | Albert Liévin           | MRP              | Président du Comité local de libération |
| octobre 1947  | mai 1950      | Julien Corbeil          | RPF              | Colonel Démissionnaire |
| mai 1950      | juin 1968     | Marcel Caloone          | DVD              | Comptable et directeur administratif Suppléant du député Bertrand Motte (1958 → 1962) Décédé en fonction |
| 1968          | mai 1973      | Jules Maillot           | UDR              | Industriel Démissionnaire |
| mai 1973      | janvier 1988  | Georges Delfosse        | CDP puis CDS     | Ancien directeur de maison de retraite, résistant FFI Député du Nord (1re circ. puis Nord) (1978 → 1988) Conseiller général de Lille-Ouest (1975 → 1982) Décédé en fonction |
| février 1988  | 2004          | Marc-Philippe Daubresse | UDF-CDS puis UMP | Ingénieur Député du Nord (4e circ.) (1992 → 2004) Conseiller régional du Nord-Pas-de-Calais (1986 → 1992) Vice-président de LMCU (2001 → 2008) Démissionnaire après sa nomination au gouvernement Raffarin |
| 2004          | 2005          | Jacques-Yves Wambergue  | UMP              | Expert immobilier Maire par intérim |
| juillet 2005  | décembre 2017 | Marc-Philippe Daubresse | UMP-LR           | Directeur de société Ministre délégué au Logement et à la Ville (2004 → 2005) Sénateur du Nord (2017 → ) Député du Nord (4e circ.) (2005 → 2017) Conseiller régional des Hauts-de-France (2015) Vice-président de LMCU (2001 → 2008) Vice-président de la MEL (2014 → 2017) Démissionnaire après son élection comme sénateur |
| décembre 2017 | juillet 2020  | Christiane Krieger      | LR               | Retraitée de la fonction publique |
| juillet 2020  | En cours      | Nicolas Bouche          | Sans étiquette   | Médecin psychiatre |

## Population et société

### Démographie

#### Évolution démographique
L'évolution du nombre d'habitants est connue à travers les recensements de la population effectués dans la commune depuis 1793. Pour les communes de plus de 10 000 habitants les recensements ont lieu chaque année à la suite d'une enquête par sondage auprès d'un échantillon d'adresses représentant 8 % de leurs logements, contrairement aux autres communes qui ont un recensement réel tous les cinq ans,.

En 2022, la commune comptait 27 105 habitants, en évolution de −1,86 % par rapport à 2016 (Nord : +0,51 %, France hors Mayotte : +2,11 %).
| 1793 | 1800 | 1806 | 1821 | 1831 | 1836 | 1841  | 1846  | 1851  |
| ---- | ---- | ---- | ---- | ---- | ---- | ----- | ----- | ----- |
| 783  | 734  | 856  | 852  | 940  | 966  | 1 026 | 1 161 | 1 219 |

| 1856  | 1861  | 1866  | 1872  | 1876  | 1881  | 1886  | 1891  | 1896  |
| ----- | ----- | ----- | ----- | ----- | ----- | ----- | ----- | ----- |
| 1 328 | 1 615 | 1 852 | 2 240 | 2 425 | 2 775 | 3 450 | 4 050 | 4 820 |

| 1901  | 1906  | 1911  | 1921   | 1926   | 1931   | 1936   | 1946   | 1954   |
| ----- | ----- | ----- | ------ | ------ | ------ | ------ | ------ | ------ |
| 6 804 | 7 984 | 9 326 | 10 472 | 11 927 | 14 377 | 16 197 | 17 675 | 19 092 |

| 1962   | 1968   | 1975   | 1982   | 1990   | 1999   | 2006   | 2011   | 2016   |
| ------ | ------ | ------ | ------ | ------ | ------ | ------ | ------ | ------ |
| 21 807 | 26 833 | 29 614 | 28 494 | 28 275 | 28 131 | 28 543 | 28 581 | 27 618 |

| 2021   | 2022   | - | - | - | - | - | - | - |
| ------ | ------ | - | - | - | - | - | - | - |
| 27 121 | 27 105 | - | - | - | - | - | - | - |

#### Pyramide des âges
La population de la commune est relativement jeune.
En 2018, le taux de personnes d'un âge inférieur à 30 ans s'élève à 37,0 %, soit en dessous de la moyenne départementale (39,5 %). À l'inverse, le taux de personnes d'âge supérieur à 60 ans est de 24,6 % la même année, alors qu'il est de 22,5 % au niveau départemental.
En 2018, la commune comptait 12 815 hommes pour 14 600 femmes, soit un taux de 53,26 % de femmes, légèrement supérieur au taux départemental (51,77 %).
Les pyramides des âges de la commune et du département s'établissent comme suit.
| Hommes | Classe d’âge | Femmes |
| ------ | ------------ | ------ |
| 0,8    | 90 ou +      | 1,8    |
| 6,5    | 75-89 ans    | 9,7    |
| 13,8   | 60-74 ans    | 16,1   |
| 19,3   | 45-59 ans    | 18,5   |
| 19,7   | 30-44 ans    | 19,5   |
| 19,4   | 15-29 ans    | 17,2   |
| 20,5   | 0-14 ans     | 17,3   |

| Hommes | Classe d’âge | Femmes |
| ------ | ------------ | ------ |
| 0,5    | 90 ou +      | 1,4    |
| 5,3    | 75-89 ans    | 8,1    |
| 14,8   | 60-74 ans    | 16,2   |
| 19,1   | 45-59 ans    | 18,4   |
| 19,5   | 30-44 ans    | 18,7   |
| 20,7   | 15-29 ans    | 19,1   |
| 20,2   | 0-14 ans     | 18     |

## Cadre de vie urbain et culturel

### Environnement
En 2016, la commune de Lambersart obtient sa quatrième fleur au concours national des villes et villages fleuris, celle-ci sera confirmée en 2022.

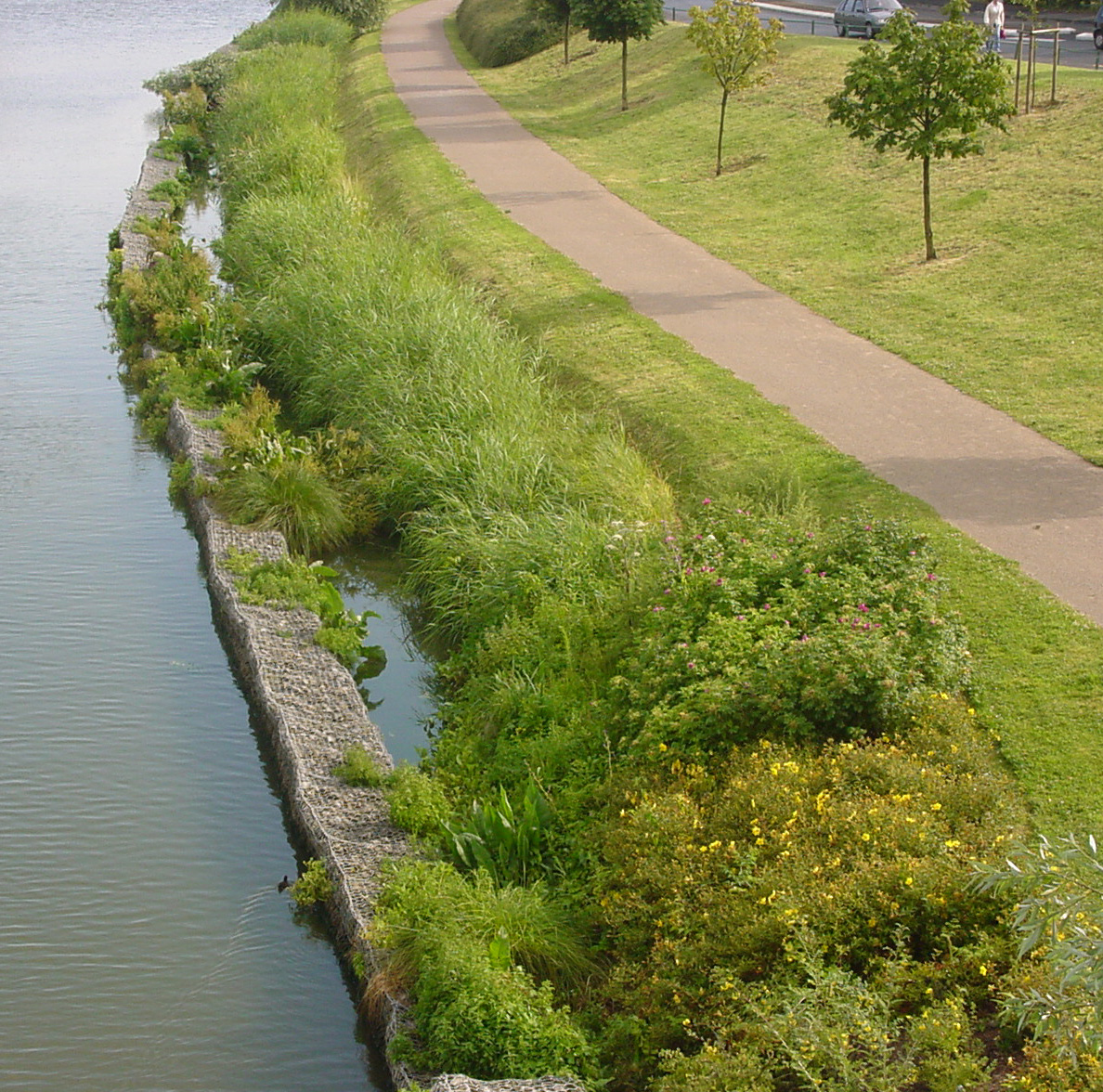
La Deûle canalisée et une section de lagunage naturel.

La ville, bien que densément construite et habitée se veut verte et arborée et bénéficie de la proximité du Bois de la Citadelle et des berges de la Deûle qui font l'objet d'une gestion plus écologique (fauche tardive, plantations, gestion différenciée) depuis les années 2000. Quelques parcs et jardins, et de nombreux jardins privés, abritent de nombreux oiseaux, mais les abeilles, papillons et de nombreux insectes sont en forte régression depuis les années 1960/1970.
Une expérience de lagunage naturel sur canal (photo ci-contre) est l'une des premières de la région et de France, mise en place par les VNF (dont une partie de l'administration était sise dans la commune, dans les années 1990).
L'eau y circule, parallèlement au canal, dans un lagunage naturel linéaire, en s'épurant. Les organismes aquatiques et palustres trouvent là un habitat protégé du batillage, se substituant pour partie à l'habitat naturel détruit par l'artificialisation des berges et le trafic fluvial.
Les VNF développent un projet de gestion de restauration des berges de canaux ou de bassins de dépôts de boues de curage, dans le cadre de la Trame verte régionale, mais en devant faire face à la colonisation de certains canaux par des espèces invasives, dont à Lambersart la moule zébrée. Cet échantillon d'infrastructure naturelle, avait valeur de test pour les projets régionaux de corridors biologiques.

### Parcs
- Le Parc Borloo.
- Le Castel Saint-Gérard.
- Le Parc de la Cessoie (ancien fief féodal avec château[53] détenu un temps par Simon Vollant, maître maçon et architecte lillois[54]).
- Le Parc des Charmettes.
- Le Parc du Clos Saint-Pierre.
- La Place du Docteur Martin.
- Le Jardin Écologique du Pont Royal.
- Les jardins du Colysée.

### Émetteur

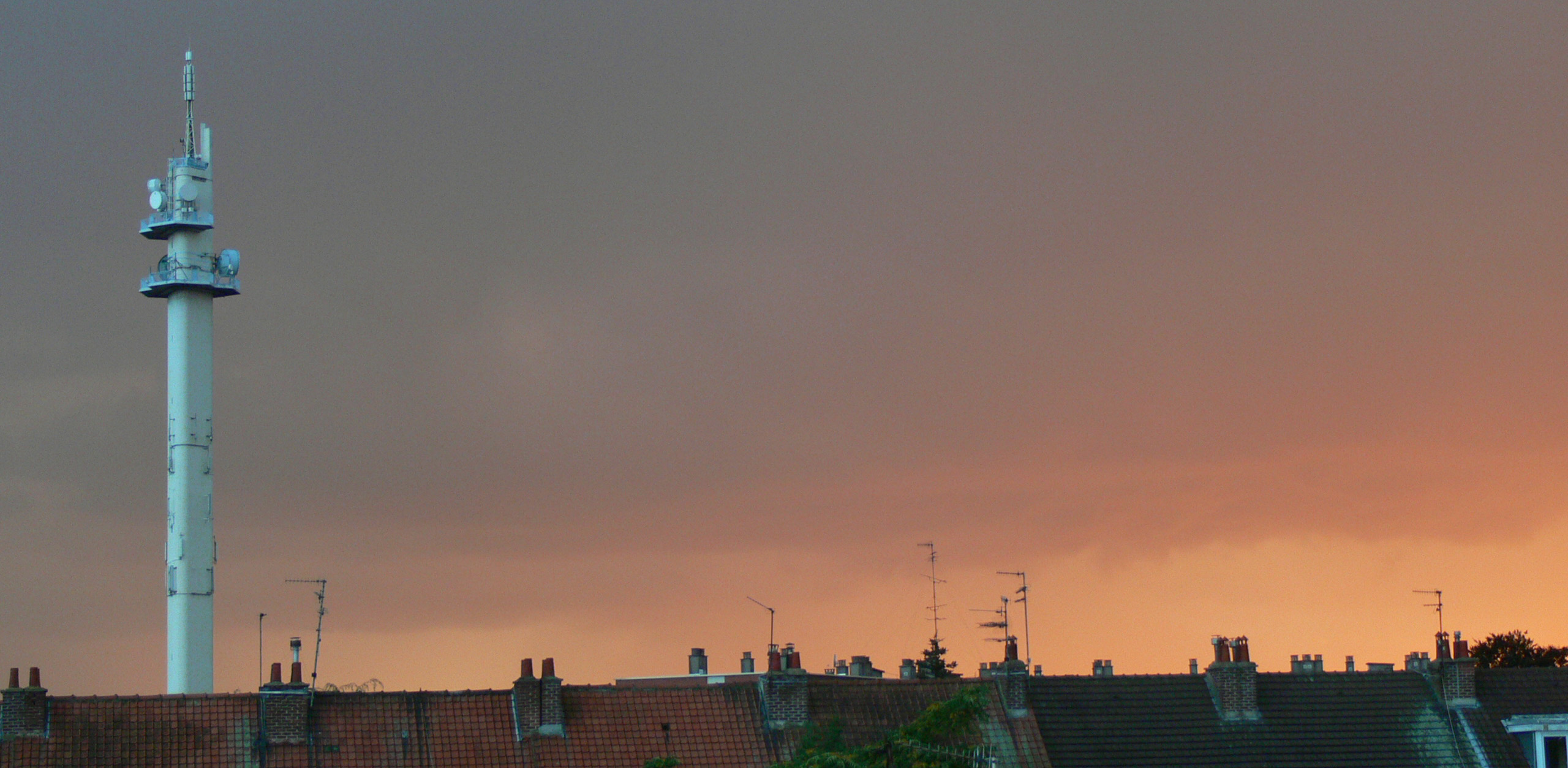
L'ancien émetteur TV de Lambersart reste une antenne relais notamment pour la téléphonie mobile.

L'émetteur de Lambersart, moins puissant que celui de Bondues, était celui qui permettait aux habitants de la Communauté urbaine de Lille et à quelques zones périphériques de recevoir la TNT depuis le 31 mars 2005. Il a cessé son activité TV au 1er février 2011 en même temps que la généralisation de la TNT et la fin du hertzien. Les chaînes de la TNT sont désormais relayées par l'émetteur de Bouvigny, sauf pour BFM Grand Lille qui émet à partir de la tour TDF de Loos-Wattignies.

### Bibliothèques et ludothèques
Il existe cinq bibliothèques associatives à Lambersart : 
- Médiathèque Jules Verne, 1 avenue du Parc

- Bibliothèque pour Tous Jeanne d’Arc, 12 rue Champêtre

- Bibliothèque du Centre Culturel du Canon d’Or 152, rue de Lille

- Bibliothèque pour Tous de la Ferme du Mont Garin, rue de Verlinghem
- Bibliothèque pour Tous du Centre Eugène Duthoit, rue Henri de Moraës

Il existe deux ludothèques municipales sur la ville permettant de venir jouer sur place mais également d’emprunter des jeux. Ce sont des équipements culturels gérés par une équipe de professionnels du jeu, ouverts à toutes et tous.
- la Boite à Jouer, 1 avenue du Parc
- Histoire de Jouer, 12 rue Champêtre

### Salle André Malraux
La salle André Malraux accueille une programmation culturelle annuelle variée (théâtre, concerts, festival d'humour le Lambersart du Rire) ainsi que le cinéma de quartier le Ciné Lambersart, grâce à une convention renouvelée entre la ville de Lambersart et la SAS Les toiles du Nord.

### Maison Folie du Colysée
Lieu consacré à l'art contemporain, la maison folie du Colysée est une structure architecturale formée de deux triangles de bois et de verre séparés par un imposant escalier métallique a été construite sur les berges de la Deûle à l’occasion de Lille 2004. Cette maison-folie est la seule, parmi les douze, créée de toutes pièces pour cet événement culturel majeur. Œuvre de Pierre-Louis Carlier, architecte de l’achèvement de Notre-Dame-de-la-Treille à Lille, ce bâtiment aux lignes pures s’insère dans un environnement naturel de 3 000 m2 composé d'un jardin (dit « mosaïque ») et d’un jardin humide.
Le Colysée est aujourd’hui un lieu d’expositions et de loisirs. Il accueille le Marché de Noël de la ville, le festival de bandes dessinées Au Temps Buller . En 2024 à l'occasion des Jeux Olympiques l'exposition Mouve mettait à l'honneur deux nouvelles disciplines olympiques : le breakdance & le skate.

### Sports
Le Stade Guy Lefort, la piscine Jean-Guérécheau, le skatepark, la halle de sport du Béguinage, la halle de sport Sainte-Cécile et la salle Pierre de Coubertin sont les principaux équipements sportifs de la ville.
Lambersart compte un club de hockey sur gazon évoluant en Nationale 1 masculine (deuxième division) en gazon et en Elite (1re division) en salle.
Les Foulées Lambersartoises sont une course à pieds organisée chaque année le 4e dimanche du mois de septembre. Cette course est co-organisée par la Ville de Lambersart et le Lambersart athlétisme. Plusieurs courses sont proposées : le 10 km, 5 km et le challenge 1km Gérard-TANCRE ouvert aux enfants de niveaux CE et CM de Lambersart.

### Salle du Pré fleuri
La salle du Pré Fleuri accueille la cérémonie de l'arbre des naissances pour les Lambersartois ayant accueilli un bébé durant l’année, la distribution des colis de Noël aux personnes âgées, ou encore le festival national Tous au compost.

### Enseignement

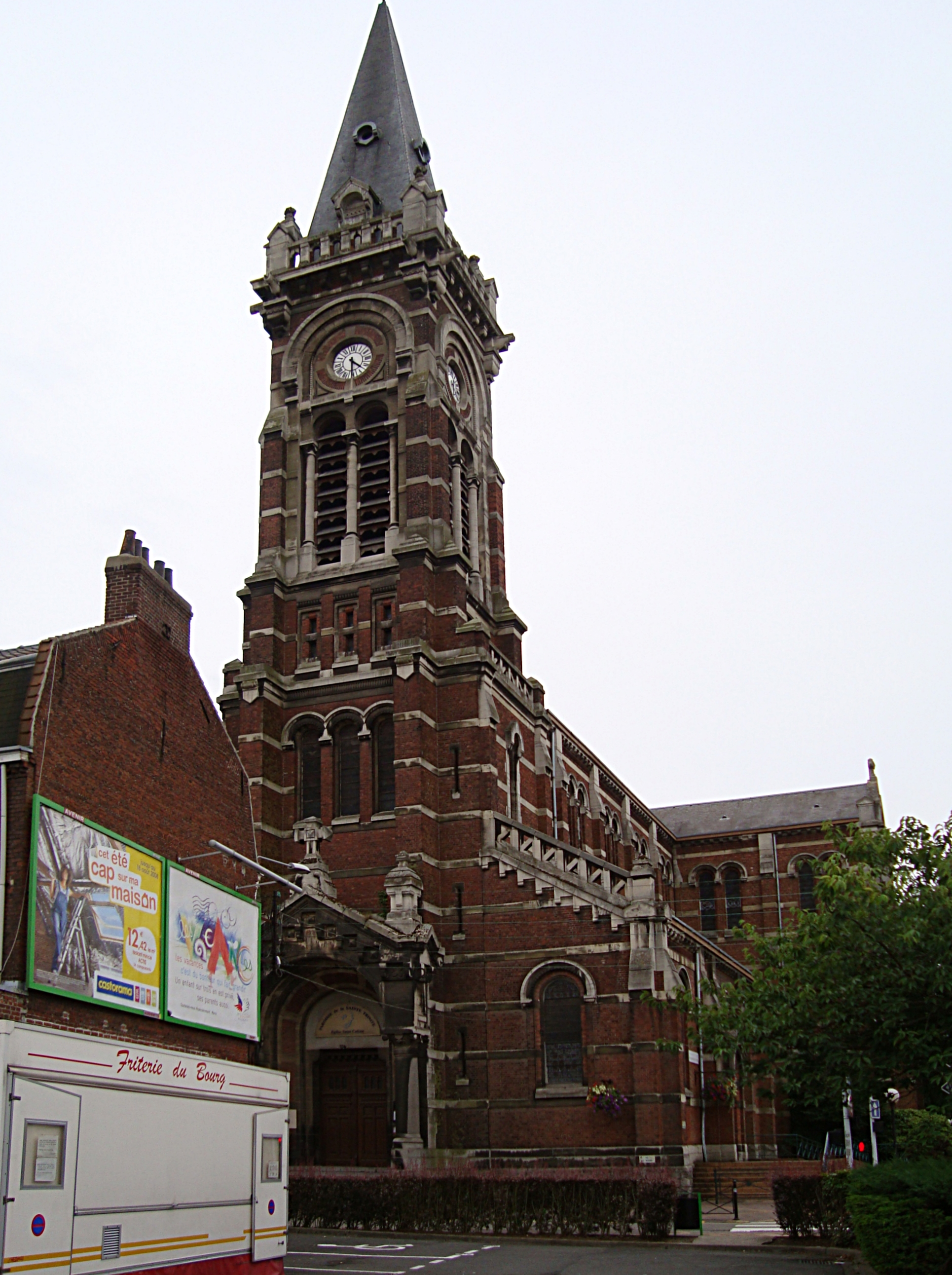
Église Saint-Calixte.

- École du Sacré-Cœur
- École Saint-Nicolas (fusion en 2017 des écoles Jeanne d'Arc et Sainte-Thérèse[56])
- École La Fontaine
- École Sainte Cécile (Sainte-Odile)
- École Watteau
- École Samain
- École Louis Pasteur
- École Mozart
- École Pierre Loti
- École Victor Hugo
- École Rameau
- École Louise de Bettignies
- Collège Anne Frank
- Collège Dominique Savio
- Collège Sainte Odile
- Collège Lavoisier
- Lycée Camille De Lellis
- Lycée Sainte Odile
- Lycée Jean Perrin

### Cultes
- Les églises Saint-Calixte, Notre-Dame de Fátima, du Saint-Sépulcre[57] et le centre pastoral Saint-Gérard composent la paroisse catholique de la Sainte-Trinité dont Jean-François Bordarier est le curé. Elle est elle-même entée sur la commune de Lambersart et intégrée au Doyenné dit des Rives de la Deûle, lui-même faisant partie du diocèse de Lille.

## Personnalités liées à la commune
- Stéphane Buriez, chanteur guitariste du groupe Loudblast.
- André Copin, artiste peintre né en 1911 à Quesnoy sur Deûle et décédé dans sa maison de Lambersart en 1998, en 2004 le Colysée a accueilli une rétrospective de soixante dix toiles de ce peintre.
- Henri Auguste César Serrur, peintre né à Lambersart en 1794, mort à Paris en 1865. Parmi ses œuvres les plus connues figurent La Mort de Mazet (Musée de Cambrai), Ajax (Musée des Beaux-Arts de Lille), Bataille sous les murs de Nicée dans l'une des salles des Croisades du Château de Versailles et une galerie de portraits de 9 papes exécutés de 1839 à 1840 exposés au Palais des papes d'Avignon. Serrur est l'auteur de la bannière des archers de Saint-Cébastien, qui se réunissait au Canon d’or[58].
- Jean Baratte, footballeur ayant évolué au LOSC Lille
- Jean Vercoutter, égyptologue
- Marc-Philippe Daubresse, sénateur du Nord, mairie honoraire de Lambersart, ancien maire de Lambersart, ancien député de Lambersart, ancien ministre de Jacques Chirac puis de Nicolas Sarkozy.
- Léonce Hainez, architecte en chef du département du Nord (1866-1916) décédé à Lambersart. Le théâtre Sébastopol ; la préfecture de Lille ; le sanatorium familial de Montigny-en-Ostrevent sont quelques-unes de ses réalisations. Un important fonds d'archives se trouve aux archives départementales du Nord[59]
- Benoît Bernard, chef cuisinier de La Laiterie
- Florence Cassez
- Emmanuel Godo, écrivain, essayiste
- Élie Baup (1955-), entraîneur de football, il a été professeur de sport au lycée Jean-Perrin.[réf. nécessaire]
- Ludovic Obraniak, footballeur, consultant et membre de l’équipe 2011 du LOSC Lille vainqueure du doublé coupe/championnat[60]
- Élisa de Try, violoncelliste, inhumée au cimetière de l'Est de Lille, y vécut et y mourut en 1922

## Villes jumelées
- Viersen (Allemagne) depuis 1964
- Southborough (Angleterre) depuis le 18 octobre 1992
- Kaniv (Ukraine)